# Comuna de Kozienice
Kozienice (polaco: Gmina Kozienice) é uma gminy (comuna) na Polónia, na voivodia de Mazóvia e no condado de Kozienicki. A sede do condado é a cidade de Kozienice.
De acordo com os censos de 2004, a comuna tem 30 507 habitantes, com uma densidade 124,2 hab/km².

## Área
Estende-se por uma área de 245,56 km², incluindo:
- área agricola: 46%
- área florestal: 39%

## Demografia
Dados de 30 de Junho 2004:
|                      | Total   | Total | Mulheres | Mulheres | Homens  | Homens |
| -------------------- | ------- | ----- | -------- | -------- | ------- | ------ |
|                      | pessoas | %     | pessoas  | %        | pessoas | %      |
| População            | 30 507  | 100   | 15 576   | 51,1     | 14 931  | 48,9   |
| Densidade (pop./km²) | 124,2   | 100   | 63,4     | 63,4     | 60,8    | 60,8   |

De acordo com dados de 2002, o rendimento médio per capita ascendia a 1908,33 zł.

## Subdivisões
- Aleksandrówka, Brzeźnica, Chinów, Dąbrówki, Holendry Kozienickie, Holendry Kuźmińskie, Janików, Janików-Folwark, Janów, Kępa Bielańska, Kępa Wólczyńska, Kępeczki, Kociołki, Kuźmy, Łaszówka, Łuczynów, Majdany, Nowa Wieś, Nowiny, Opatkowice, Piotrkowice, Przewóz, Psary, Ruda, Ryczywół, Samwodzie, Stanisławice, Staszów, Śmietanki, Świerże Górne, Wilczkowice Górne, Wójtostwo, Wola Chodkowska, Wólka Tyrzyńska, Wólka Tyrzyńska B.

## Comunas vizinhas
- Garbatka-Letnisko, Głowaczów, Maciejowice, Magnuszew, Pionki, Sieciechów, Stężyca